# Tupaliče
Tupaliče – wieś w Słowenii, w gminie Preddvor. W 2018 roku liczyła 403 mieszkańców.